# Верх-Комишенська сільська рада (Краснощоковський район)
Верх-Коми́шенська сільська рада (рос. Верх-Камышенский сельский совет) — сільське поселення у складі Краснощоковського району Алтайського краю Росії.
Адміністративний центр — село Верх-Комишенка.

## Населення
Населення — 1310 осіб (2019; 1588 в 2010, 2019 у 2002).

## Склад
До складу сільської ради входять:
| Населений пункт      | Населення, осіб (2002) | Населення, осіб (2010) |
| -------------------- | ---------------------- | ---------------------- |
| Альошиха, селище     | 114                    | 74                     |
| Верх-Комишенка, село | 1732                   | 1407                   |
| Єрмачиха, селище     | 173                    | 107                    |